# Dawny Katolicki Dom Sierot z 1866 r. w Pleszewie

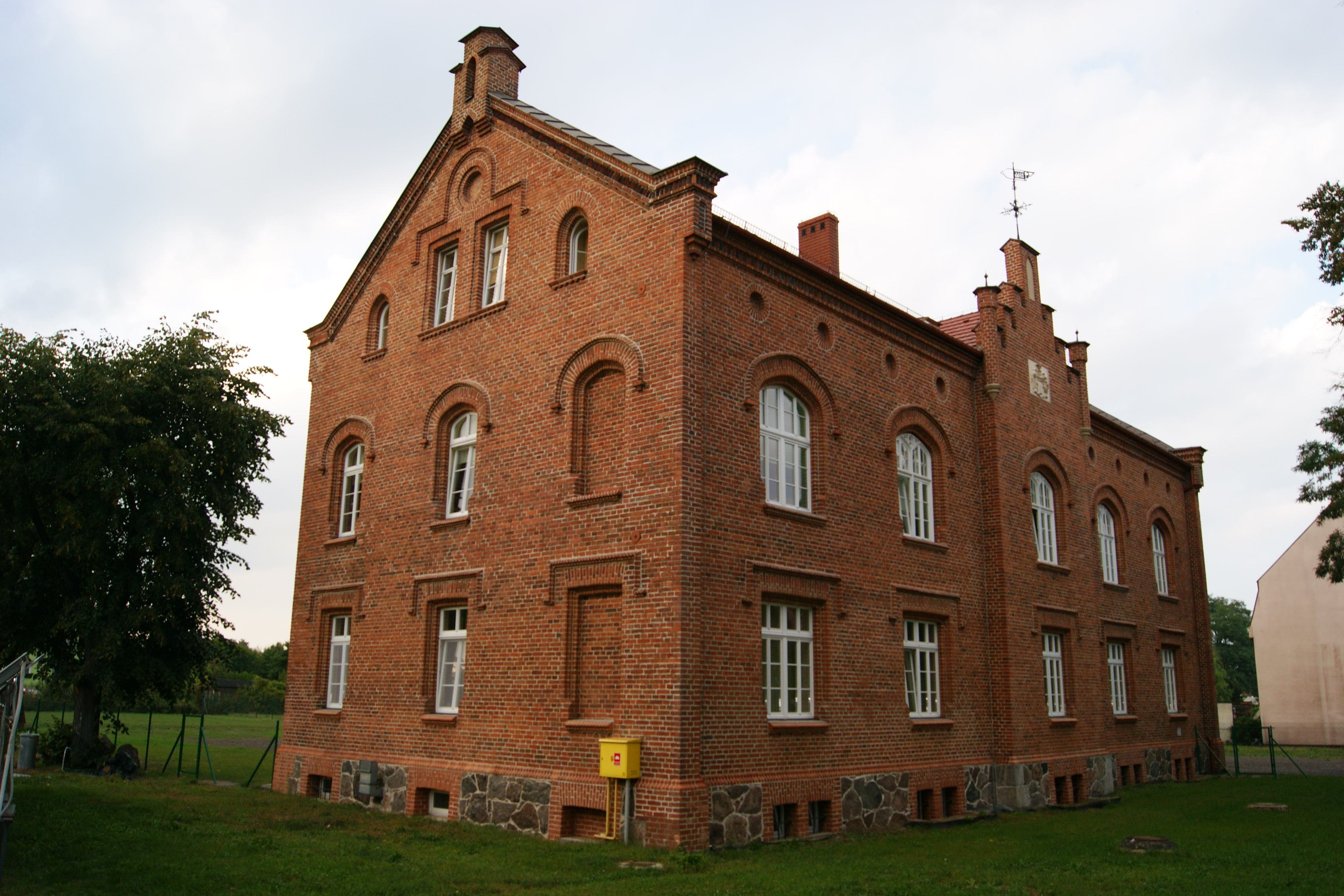
Dawny Katolicki Dom Sierot

Dawny Katolicki Dom Sierot – budynek ten znajduje się w mieście Pleszew, które leży w województwie wielkopolskim, w powiecie pleszewskim na ulicy Podgórnej 14.
 Budynek wpisany jest do rejestru zabytków pod nr rej.: 720/wlkp/A z 2.11.2008
Budynek powstał z inicjatywy szambelana Alfonsa hr. Taczanowskiego w 1866 roku. Pierwotnie miał on służyć jako szpital powiatowy. Niestety przez śmierć swojego fundatora budynek został oddany przez władze pruskie na aukcję. W wyniku tej aukcji, która miała miejsce 6 lipca 1872 roku nabywcą został ordynat Antoni Taczanowski, który przekazał swój nowy nabytek parafii pleszewskiej z przeznaczeniem na dom sierot.
Zarząd nad budynkiem został przekazany Siostrom Miłosierdzia, czemu sprzeciwiły się władze pruskie, ponieważ w myśl ustaw "majowych" siostry zakonne nie mogły prowadzić czynności wychowawczych. Konflikt został zażegnany w 1878 roku. Siostry Miłosierdzia musiały opuścić zakład, a na ich miejsce przybyły Siostry Służebniczki, które jednak musiały ubierać się w stroje cywilne.
W latach 1939–1945 Dom Sierot zostaje przekształcony przez okupanta na dom dla starców pochodzenia niemieckiego. Po zakończeniu II Wojny światowej dom ponownie przejęły Siostry Służebniczki przekształcając go na powrót w Dom sierot.
W 1961 roku dom zostaje przejęty przez Inspektorat Oświaty i Wychowania w Pleszewie pod nazwą Państwowy Dom Dziecka.
W 2004 roku budynek zostaje przejęty przez Siostry Salezjanki.